# Много шума из ничего (фильм, 1993)
«Много шума из ничего» (англ. Much Ado About Nothing) — кинофильм режиссёра Кеннета Браны, вышедший на экраны в 1993 году. Экранизация одноимённой пьесы Уильяма Шекспира.

## Сюжет
Молодая пара — Геро и Клаудио — должна пожениться через неделю. Время идет, и они заключают пари с доном Педро, что сведут убежденного холостяка Бенедикта с язвительной спорщицей Беатриче, его давней знакомой. Тем временем злодей дон Хуан хочет расстроить свадьбу Клаудио, обвинив Геро в неверности. И, казалось бы, до истины уже не докопаться, но, к счастью, все это лишь только шум… шум из ничего.

## В ролях
- Кеннет Брана — Бенедикт
- Эмма Томпсон — Беатриче
- Ричард Брайерс — Сеньор Леонато
- Киану Ривз — Дон Хуан
- Кейт Бекинсейл — Геро
- Роберт Шон Леонард — Клаудио
- Дензел Вашингтон — Дон Педро Арагонский
- Имельда Стонтон — Маргарет
- Майкл Китон — Догберри
- Ричард Клиффорд — Конрад
- Джерард Хоран — Борачио
- Брайан Блессид — Антонио

## Награды и номинации
- 1994 — номинация на премию Британской киноакадемии за лучшие костюмы (Филлис Долтон)
- 1993 — номинация на приз «Золотая пальмовая ветвь» Каннского кинофестиваля (Кеннет Брана)
- 1994 — номинация на премию «Золотой глобус» за лучшую комедию / мюзикл
- 1994 — две номинации на премию «Независимый дух»: лучший фильм (Кеннет Брана, Стивен Эванс, Дэвид Парфитт), лучшая женская роль (Эмма Томпсон)
- 1994 — номинация на премию «Золотая малина» худшему актёру второго плана (Киану Ривз)